# Vuk- und Dositej-Museum
Das Vuk- und Dositej-Museum (Вуков и Доситејев музеј) in Belgrad ist ein Museum zum Leben, Werk und Vermächtnis des Reformators der serbischen Sprache Vuk Stefanović Karadžić' (1787–1864) und Dositej Obradović' (1742–1811), Schriftsteller und erster Erziehungsminister Serbiens. Das Museum gilt als symbolträchtiger Ort für das Verständnis der Wiederbelebung der serbischen Kultur in der Zeit des Ersten serbischen Aufstandes gegen das Osmanische Reich. Seit 1979 untersteht es dem Nationalmuseum von Serbien.

## Geschichte
Das Vuk- und Dositej-Museum wurde 1949 gegründet. Es befindet sich einem im osmanischen Stil errichteten Gebäude der ehemaligen Belgrader Hochschule, der ersten Hochschule Serbiens und späteren Universität Belgrad. Diese war eine Gründung des Jahres 1808 durch die Schlüsselfigur der serbischen Aufklärung und damaligen Erziehungsminister Dositej Obradović. Karadžić zählte zu ihren ersten Studenten. Das Gebäude war vermutlich die Residenz des Belgrader Defterdar (Leiter der osmanischen Provinzstaatskasse). Bestimmten Vermutungen zufolge war es auch einmal ein Harem.

## Architektur

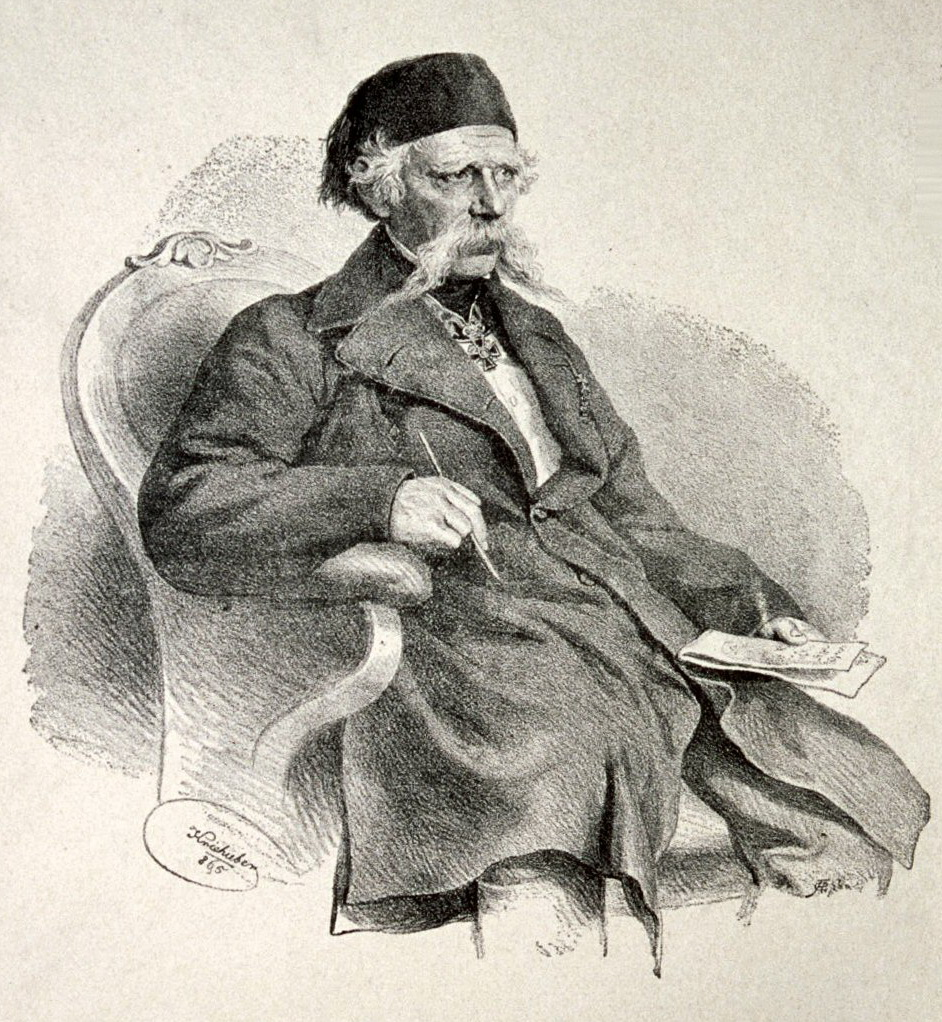
Vuk Stefanović Karadžić

Das im Jahr 1739 errichtete Gebäude gilt als ältestes erhaltenes Wohnhaus Belgrads in typisch türkischem Stadthausstil und ist somit ein wichtiges kulturhistorisches Denkmal Südosteuropas. Es besteht aus zwei Etagen mit Dachgeschoss. Die hölzerne Deckenkonstruktion wurde im Jahr 2010 restauriert.

## Interieur
Das Obergeschoss ist Vuk Stefanović Karadžić gewidmet und wurde von seiner Tochter Mina Vukomanovic konzipiert. Gezeigt werden persönliche Hinterlassenschaften des Schriftstellers (Reisetaschen, Brillen, Stelzenläufer, Stange, Holster, Rauchbedarf), Dokumente der Serbischen Akademie der Wissenschaften und Künste (Diplome, Visitenkarten, Rechnungen, Belege), Porträts, Korrespondenz und Bücher aus seiner persönlichen Bibliothek, einschließlich einer Kopie der englischen Übersetzung John Bowrings von Gedichten Karadžić' aus dem Jahr 1827.
Das Erdgeschoss ist Dositej Obradović gewidmet. Neben der Museumsbibliothek werden einige Habseligkeiten und eine große Anzahl seiner Manuskripte aufbewahrt. Zu den Exponaten zählt eine Kopie der Gedenktafel, die an Obradović Aufenthalt 1784 in London in St. Clement's Court EC4 erinnert. Nur ein geringer Teil seines persönlichen Eigentums überstand die Bombardierung Belgrads 1813 und ist ausgestellt.

## Unternehmung

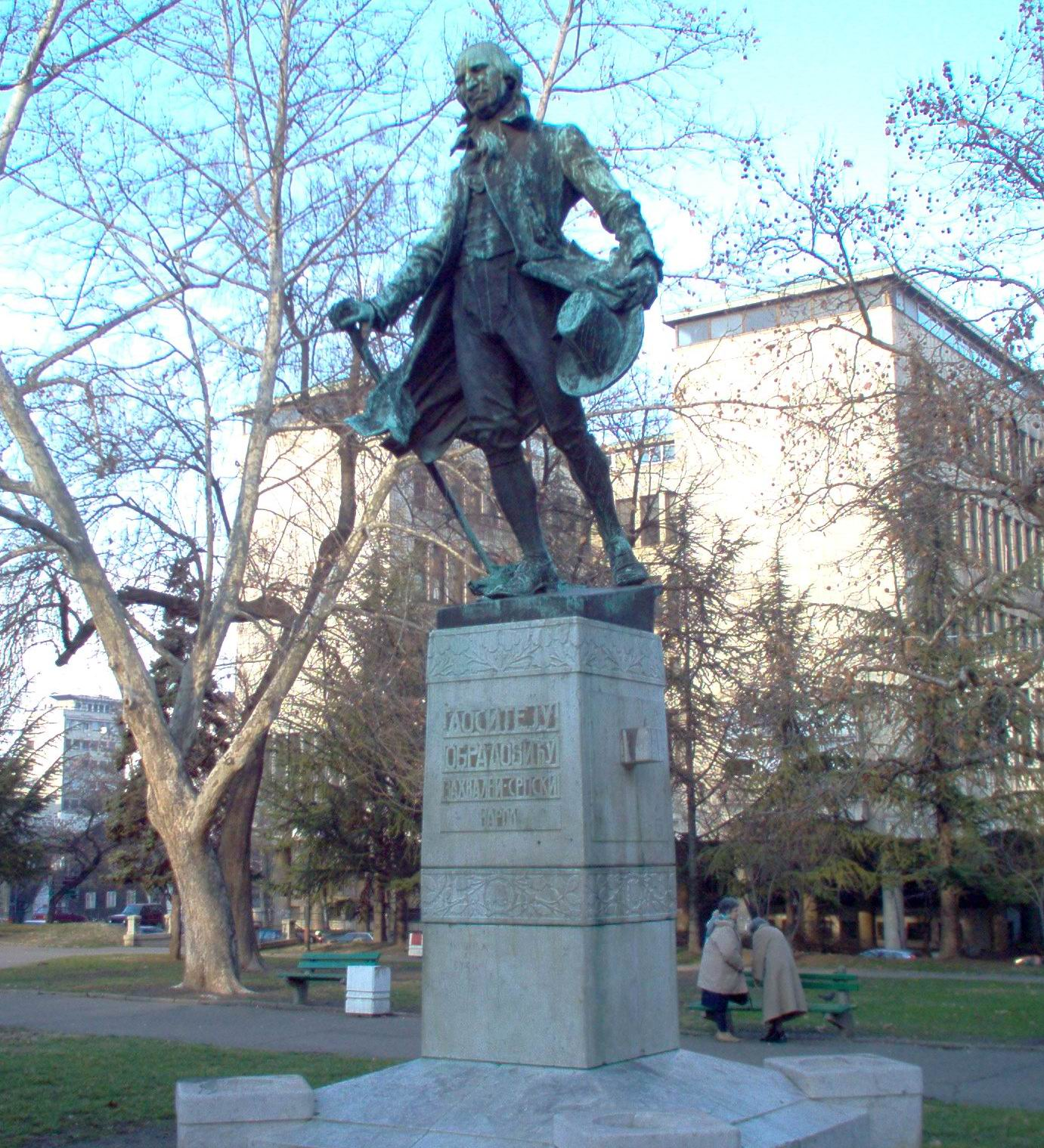
Denkmal für Dositej Obradović

Das Museum präsentiert thematische Ausstellungen auch außerhalb der Dauerausstellung. Einige von ihnen zählen zum Outreach-Programm ganz Serbiens. Es organisiert Vorträge unter Beteiligung von Wissenschaftlern, Schriftstellern und Historikern, sowie Musikern und Schauspielern.
Seit 1958 publiziert das Museum in einer Jahresschrift unter dem Titel "Small Case" Materialien und Beiträge zu Dositej Obradović und Vuk Karadžić und ihre Wirkung. Neben dem "Small Case" vertreibt das Museum Publikationen wie Führer, Monographien und Kataloge von Sonderausstellungen in Serbisch und Englisch.